# Baltoji Vokė
Baltoji Vokė ( escoltar (?·pàg.); en polonès: Biała Waka) és una ciutat del comtat de Vílnius, a Lituània. Està situada a 30 km a l'oest de Šalčininkai.